# 科比亚克
科比亚克（法語：Caubiac，法語發音：[kobjak]）是法国上加龙省的一个市镇，属于图卢兹区。

## 地理
科比亚克（43°42'51"N, 1°5'7"E）面积7.99 平方千米，位于法国奧克西塔尼大區上加龙省，该省份为法国西南部内陆省份，西南端与西班牙接壤，自此顺时针与上比利牛斯省、热尔省、塔恩-加龙省、塔恩省、奥德省和阿列日省接壤。
与科比亚克接壤的市镇（或旧市镇、城区）包括：勒格雷、卡杜尔、加拉克、维尼奥、昂科斯。

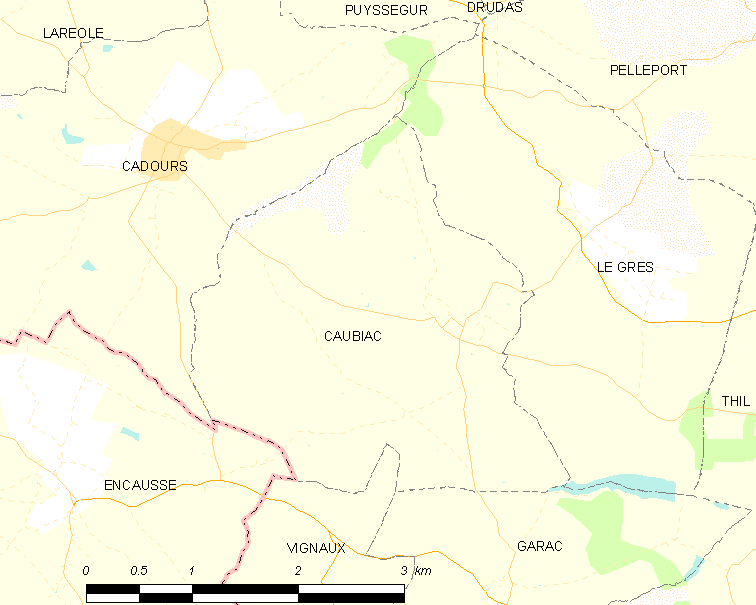
科比亚克的OSM定位图

科比亚克的时区为UTC+01:00、UTC+02:00（夏令时）。

## 行政
科比亚克的邮政编码为31480，INSEE市镇编码为31126。

## 政治
科比亚克所属的省级选区为莱格万县。

## 人口

1962-2008年间科比亚克人口变化图示

科比亚克于2022年1月1日时的人口数量为440人。